# X.500
X.500 és un conjunt d'estàndards de xarxes d'ordinadors de la ITU sobre serveis de directori, entesos aquests com a bases de dades d'adreces electròniques (o d'altres tipus). L'estàndard es va desenvolupar conjuntament amb l'ISO com a part del Model d'interconnexió de sistemes oberts, per usar-lo com a suport del correu electrònic X.400.
Els protocols definits per X.500 inclouen, protocol d'accés al directori (DAP), el protocol de sistema de directori, el protocol d'ocultació d'informació de directori, i el protocol de gestió d'enllaços operatius de directori.
Dins de la sèrie X.500, l'especificació que ha resultat ser la més difosa no tracta de protocols de directori, sinó de certificats de clau pública: X.509.
El protocol LDAP va ser creat com una versió lleugera de X.500 i va acabar per reemplaçar-lo. Per aquesta raó alguns dels conceptes i estàndards que utilitza LDAP provenen de la sèrie de protocols X.500.